# Anna Jurjevna Nyetrebko
Anna Jurjevna Nyetrebko (oroszul: Анна Юрьевна Нетребко) (Krasznodar, 1971. szeptember 18.) orosz opera-énekesnő (szoprán).

## Életrajz
Anna Nyetrebko Oroszországban született, Krasznodarban, kubányi kozák eredetű családban. A szentpétervári zeneiskolában tanult, ezalatt a Mariinszkij Színházban takarítónőként dolgozott, hogy ingyenesen megnézhesse az előadásokat. Valerij Gergijev karmestersége alatt kapta első szerepeit, s aki egyben a mentora is lett. 22 évesen debütált Susanna szerepében, Wolfgang Amadeus Mozart Figaro házassága című operájában. A Mariinszkij társulatával számos fontos szerepben feltűnt; Rossini A sevillai borbély, illetve Mozart A varázsfuvola című operájában.
A 2000-es évektől kezdve a világ legrangosabb operaházaiban énekel; többek között a Metropolitan Opera, a Carnegie Hall, és a Teatro alla Scala látja rendszeresen vendégül.
A 2004-ben bemutatott Neveletlen hercegnő 2. – Eljegyzés a kastélyban című filmben önmagát alakította Giuseppe Verdi Traviata című operájából énekelt részlettel.
2005-ben Putyin elnöktől átvehette az orosz Állami Díjat, a legmagasabb művészeti és irodalmi díjat.
2006. július 25-én, az orosz mellé megkapta az osztrák állampolgárságot is.
2008. szeptember 5-én, Bécsben megszületett fia az uruguayi basszbariton, Erwin Schrott-tól. Öt hónap kihagyás után, 2009-ben a Lammermoori Lucia címszerepében, nagy sikerrel, a Metben, a Staatsoperben és a Mariinszkij Színházban tért vissza az operaszínpadra.
2014 augusztusában eljegyezték egymást Yusif Eyvazov azerbajdzsán tenorral, aki 2015. december 29-én feleségül is vette.

## Diszkográfia

### Komplett operák DVD-formátumban
| #  | Felvétel éve | Opera                             | Közreműködők                                                                                 | Karmester, Operaház és zenekar                                                                              | Kiadás éve | Kiadó               |
| -- | ------------ | --------------------------------- | -------------------------------------------------------------------------------------------- | --- | ---------- | ------------------- |
| 1  | 1995         | Glinka Ruszlán és Ludmilla        | Anna Nyetrebko Vlagyimir Ognovenko Larisza Gyagykova Gennagyij Bezzubenkov Galina Gorcsakova | Valerij Gergijev Mariinszkij Színház                                                                        | 2003       | Philips             |
| 2  | 1998         | Prokofjev Eljegyzés a kolostorban | Anna Nyetrebko Larisza Gyagykova Nyikolaj Gasszijev Alekszandr Gergalov Szergej Alekszaskin  | Valerij Gergijev Mariinszkij Színház                                                                        | 2005       | Philips             |
| 3  | 2005         | Verdi Traviata                    | Anna Nyetrebko Rolando Villazón Thomas Hampson Helene Schneiderman Diane Pilcher             | Carlo Rizzi Bécsi Filharmonikusok, a Staatsoper kórusa a salzburgi Mozarteum kíséretében                    | 2006       | Deutsche Grammophon |
| 4  | 2005         | Donizetti Szerelmi bájital        | Anna Nyetrebko Rolando Villazón Ildebrando D'Arcangelo Leo Nucci Inna Los                    | Alfred Eschwé a bécsi Staatsoper zenekara, kórusa és kísérete                                               | 2007       | Virgin Classics     |
| 5  | 2006         | Mozart Figaro házassága           | Anna Nyetrebko Ildebrando D'Arcangelo Bo Skovhus Dorothea Röschmann Christine Schäfer        | Nikolaus Harnoncourt Bécsi Filharmonikusok és a bécsi Staatsoper kórusa                                     | 2007       | Deutsche Grammophon |
| 6  | 2007         | Bellini A puritánok               | Anna Nyetrebko Eduardo Valdes Franco Vasallo John Relyea Eric Cutler                         | Patrick Summers A Metropolitan zenekara, kórusa és balettje                                                 | 2008       | Deutsche Grammophon |
| 7  | 2007         | Massenet Manon                    | Anna Nyetrebko Rolando Villazón Christof Fischesser Alfredo Daza Rémy Coraza                 | Daniel Barenboim A Staatskapelle Berlin és a Berlini Állami Operaház kórusa                                 | 2008       | Deutsche Grammophon |
| 8  | 2008         | Puccini Bohémélet                 | Anna Nyetrebko Rolando Villazón George von Bergen Nicole Cabell Adrian Eröd                  | Bertrand de Billy A Bajor Rádió Szimfonikus Zenekara, kórusa Staatstheater am Gärtnerplatz és gyermekkórusa | 2009       | Axiom Films         |
| 9  | 2009         | Donizetti Lammermoori Lucia       | Anna Nyetrebko Mariusz Kwiecień Piotr Beczała Colin Lee Ildar Abdrazakov                     | Marco Armiliato Metropolitan Opera zenekara, kórusa és balettje                                             | 2009       | Deutsche Grammophon |
| 10 | 2010         | Donizetti Don Pasquale            | Anna Nyetrebko Mariusz Kwiecień Matthew Polenzani John del Carlo                             | James Levine Metropolitan Opera zenekara és kórusa                                                          | 2011       | Deutsche Grammophon |
| 11 | 2011         | Donizetti Boleyn Anna             | Anna Nyetrebko Elīna Garanča Ildebrando D'Arcangelo Elisabeth Kulman Francesco Meli          | Evelino Pidò a bécsi Staatsoper zenekara és kórusa                                                          | 2011       | Deutsche Grammophon |